# 草原犬鼠
草原犬鼠是一種小型穴棲性嚙齒目動物，原產於北美洲大草原。由於與旱獺（真正的土撥鼠）相似，草原犬鼠也俗稱為土撥鼠。如果算上短尾巴，草原犬鼠身長平均约為30至40公分。草原犬鼠棲息在美國、加拿大和墨西哥，在美國，草原犬鼠主要產於在密西西比河以西，但在東部幾個地點亦有發現。